# Cratere Heloise
Heloise  è un cratere sulla superficie di Venere. Deve il suo nome ad Eloisa, badessa e letterata della Francia medievale.